# George Monro
Pour les articles homonymes, voir Monro.
George Monro, parfois orthographié Munro, né en 1700 dans le comté de Longford et mort le 3 novembre 1757 à Albany, est un soldat écosso-irlandais.
Lieutenant-colonel dans l'armée britannique, il est surtout connu pour la défense résolue mais finalement infructueuse du fort William Henry en 1757 pendant la guerre de la Conquête, et le massacre subséquent de sa garnison par les alliés indiens de la France menés par Louis-Joseph de Montcalm. Ces événements ont été rendus célèbre par James Fenimore Cooper dans son roman Le Dernier des Mohicans (1826).

## Filmographie
Dans le film de 1992, Le Dernier des Mohicans (The Last of the Mohicans) de Michael Mann, son rôle est interprété par Maurice Roëves

## Culture populaire
Il est l'un des personnages historiques que rencontre Shay Patrick Cormac dans Assassin's Creed: Rogue.